# Herman Carr
Herman Y. Carr (Ohio, 28 de noviembre de 1924 - Nueva Jersey, 9 de abril de 2008), fue un físico estadounidense y pionero de la resonancia magnética.

## Biografía
El Dr. Carr nació en Alliance, Ohio, donde se graduó de la Alliance High School en enero de 1943. El Dr. Carr falleció el 9 de abril de 2008 en su casa de Bridgewater, Nueva Jersey. Le precedieron en la muerte su exesposa Hilda Hagan Carr Kinney, quien falleció el 29 de agosto de 1986. Le sobrevive una hija, Amanda Carr Sozer, de Alexandria

## Formación
Después de graduarse de la escuela secundaria Alliance, el Dr. Carr sirvió en la Segunda Guerra Mundial como sargento en el 12.º Cuerpo de Aire del Ejército del Escuadrón del Tiempo en Italia. Después de la guerra, asistió a la Universidad de Kenyon y a la Universidad de Harvard, graduándose en 1948 de Harvard, summa cum laude con una licenciatura en Física. Recibió su maestría de Harvard en 1949 y su Ph.D. En 1953, también de la Universidad de Harvard. Su tesis doctoral, publicada en 1952, describía técnicas para el uso de gradientes en campos magnéticos y fue el primer ejemplo de resonancia magnética o MRI.

## Carrera profesional
El Dr. Carr se convirtió en profesor asistente de Física en la Universidad de Rutgers en 1952. En 1958 fue nombrado profesor asociado de Física y, desde 1964 hasta sus últimos días, fue profesor titular de Física en Rutgers. También fue miembro de la Fundación Guggenheim y realizó investigaciones cooperativas en el laboratorio Van der Waals de la Universidad de Ámsterdam sobretransiciones de fase y fenómenos críticos.
El Dr. Carr fue coautor de un libro de texto de física universitaria, Physics from the Ground Up, publicado en 1971. escribió numerosos artículos para el American Journal of Physics y Bulletins of American Physical Society. El Instituto de Información Científica designó como artículo uno de los artículos más citados jamás publicado, titulado Efecto de la difusión en la libre procesión en experimentos de resonancia magnética nuclear . El Dr. Carr figura en Who's Who en América y en American Men of Science.
Como educador dedicado, el Doctor Carr trabajó en representación del movimiento de derechos civiles y de United Farm Workers. Ayudó a organizar programas para grupos de negros e hispanos en Nuevo Brunswick, Nueva Jersey, y ayudó a establecer programas de tutoría para jóvenes desfavorecidos. Durante la Segunda Guerra Mundial, estuvo activo con el Orfanato Bautista en Roma y aún continúa esta relación. Siempre fue un amigo y de mucha ayuda para estudiantes extranjeros que estudiaban en los Estados Unidos.

## Reconocimientos
El Dr. Carr se convirtió en profesor emérito en 1987. En 2001, una donación anónima creó dos Becas Herman Y. Carr en Física y Astronomía en la Universidad de Rutgers que se otorgaban anualmente por su excelente excelencia académica. En 2003, el Premio Nobel de Medicina fue otorgado a Paul C. Lauterbur y Peter Mansfield por su trabajo en resonancia magnética que causó cierta controversia cuando el Dr. Carr no fue incluido como receptor conjunto.
El Dr. Carr, que se mantuvo científicamente activo hasta su muerte, fue programado para hablar a la Sociedad Internacional de Resonancia Magnética en Medicina en Toronto.   

## Aportaciones a la resonancia magnética
Carr es conocido por sus primeros trabajos en imágenes de resonancia magnética. En su tesis doctoral, aplicó un campo magnético que variaba con la posición y producía una imagen unidimensional, introduciendo así el uso de gradientes de campo magnético para la RM. Esta idea fue desarrollada más tarde por Paul Lauterbur. La esencia del método es que el campo magnético varía en el espacio y, por lo tanto, la frecuencia de Larmor y de los giros de protones que varía en el espacio. Si se mide la señal de resonancia magnética y la separa en diferentes frecuencias ( análisis de Fourier ), cada componente de frecuencia corresponde a la señal de una ubicación diferente.

Carr también hizo importantes contribuciones al uso de la resonancia magnética nuclear para medir la difusión. A continuación se muestra el resumen del artículo de Carr y Purcell «Efectos de la difusión en la precisión  libre en experimentos de resonancia magnética nuclear» ( Physical Review, Volumen 94, páginas 630–638, 1954)
"Se examinan técnicas de resonancia nuclear con precisión libre y, en particular, se describe una variación conveniente del método de eco de espín de Hahn. Esta variación emplea una combinación de impulsos de diferente intensidad o duración (impulsos de “90 grados” y “de 180 grados”). Las mediciones del tiempo de relajación transversal T2 en fluidos a menudo se ven gravemente comprometidas por la difusión molecular. El análisis de Hahn del efecto de la difusión se reformula y se extiende, y se describe un nuevo esquema para medir T2 que, como predice la teoría extendida, evita en gran medida el efecto de la difusión. Por otro lado, la técnica de precesión libre, aplicada de una manera diferente, permite una medición directa de la constante de autodifusión molecular en fluidos adecuados.−5 cm 2 / seg, de acuerdo con las determinaciones anteriores. También se ofrece un análisis del efecto de la convección sobre la precesión libre. Se describe un método nulo para medir el tiempo de relajación longitudinal T1, basado en la técnica de pulso desigual."